# Országos Betétbiztosítási Alap
Az Országos Betétbiztosítási Alap (OBA) Magyarországon a hitelintézetek betéteseinek védelmére létrehozott alap.
Az Országos Betétbiztosítási Alap azonban nem védi a betétet gyűjtő hitelintézetben elérhető valamennyi megtakarítási formát. Nem esik OBA-védelem alá pl. az önkéntes nyugdíjpénztári megtakarítás, a hitelintézeti kötvény, kamatozó  részvény, szövetkezeti részjegy, vagy a befektetői részjegy sem. 

## Története
Az Országos Betétbiztosítási Alap (OBA) 1993-ban jött létre. Az OBA által működtetett betétbiztosítás feladata a betétesek védelme arra az esetre, ha a betétet elfogadó hitelintézet nem tudja a betéteket visszafizetni. A betétbiztosítás másik kiemelt feladata a betétesi közbizalom fenntartásán keresztül az ország pénzügyi stabilitásának védelme. 
2005-ben[forrás?] az OBA tevékenységei közül kikerült a stabilitás védelme; a törvény (illetve a törvényjavaslat) indokolása szerint: 
A magyar pénzügyi piacon és a hitelintézeti szektorban az elmúlt 10 évben bekövetkezett változásokra tekintettel szükségessé vált az Országos Betétbiztosítási Alap (a továbbiakban: OBA) Hpt.-ben szabályozott feladatkörének és működésének áttekintése. Minderre tekintettel a törvény megszünteti az OBA válságkezelő funkcióját, mivel a válságmegelőzés eddigi tapasztalatai ellentmondásosak, illetve a hatályos törvényben meghatározott feltételek teljesíthetősége sem egyértelmű. A hitelintézetek tulajdonosi struktúrájában bekövetkezett változások alapján a válságkezelés elsősorban a stratégiai befektetők feladata. A törvény szerint az OBA csak pay-box funkciót töltene be (díjfizetés megállapítása, tagdíj beszedése, betétesek kártalanítása).
A  kártalanítási összeghatár a kezdeti, 1993. évi 1 millió forintról több lépcsőben (2004: 6 millió, 2008: 13 millió) emelkedett a jelenlegi, százezer eurónak megfelelő forintösszegre (2025-ös értéken kb. 40 millió forint), amely személyenként és hitelintézetenként számítandó. A betétbiztosítás továbbra is egyaránt vonatkozik a természetes személyekre, a jogi személyekre és a nem jogi személyekre is.

## Működése
Ha egy hitelintézet (pl. bank, lakástakarék-pénztár) tevékenységi engedélyét a Felügyelet visszavonta, vagy a bíróság elrendelte a hitelintézet felszámolását, akkor az OBA 7 munkanapon belül a betétes rendelkezésére bocsátja a kártalanítás összegét. A kártalanítás összege hitelintézetenként és betétesenként összevontan maximálisan 100 000 eurónak megfelelő forintösszeg lehet. A kifizetés forintban történik, a kártalanítás kezdő időpontját megelőző napon érvényes MNB devizaárfolyamon átszámítva. 
Az OBA-biztosítás minden hitelintézetre külön-külön érvényes. Ha tehát egy betétes több hitelintézetnél helyezi el a pénzét, akkor mindenütt biztosítottá válik külön-külön a törvény szerinti 100 000 euró összeghatárig.
Az OBA által végzett kártalanítás automatikus, vagyis az ügyfeleknek nem kell kérelmezniük.
A betétbiztosításért az ügyfeleknek nem kell külön díjat fizetniük (azt a befizetett díjakból fizetik a pénzintézetek).
Az OBA munkaszervezete működteti a külön törvény alapján működő Szanálási Alapot. 

## A biztosítás tárgya
Az OBA védelme a magyarországi székhelyű bankokban, vagy azok külföldi fiókjaiban elhelyezett, névre szóló banki betétekre vonatkozik. A „betét” lehet látra szóló vagy lekötött (pl. betéti okiratok, betétszámla, folyószámla, bankszámla, fizetési számla). A betétek közül azok névre szólóak, ahol a tulajdonost a pénzmosás elleni törvény alapján azonosították.
Betétet kizárólag hitelintézetek gyűjthetnek, és csak ezek lehetnek az OBA tagintézetei, ők viszont kötelesek ahhoz csatlakozni.
A hazai betétbiztosítás nemcsak a forintban, hanem pénznemétől függetlenül a devizában elhelyezett betétet is védi. Az OBA a Magyarországon elhelyezett devizabetétek alapján járó kártalanítást is forintban fizeti ki.

## A kártalanítás összege
Az OBA egy-egy betétes részére egy hitelintézetnél elhelyezett betéteinek tőkéje és kamatai után főszabály szerint összesen legfeljebb 100 000 eurónak megfelelő forintösszegig fizet kártalanítást. 
A törvényben meghatározott speciális esetekben ezt az értékhatárt meghaladóan, további legfeljebb 50 000 euró összeghatárig is fizethető kártalanítás. 
Ilyen, a kártalanítás általános értékhatárát meghaladó kifizetésre jogosultak azok a természetes személyek, akinek elkülönített számlán elhelyezett betétje 
- lakóingatlan eladásából,
- lakásbérleti jog vagy lakáshasználati jog eladásából,
- munkaviszony megszűnéséhez vagy nyugdíjazáshoz kapcsolódó juttatásból,
- biztosítási összegből vagy
- bűncselekmény áldozatainak vagy tévesen elítélteknek járó kártérítésből származik.

## Az OBA fogyasztóvédelmi emblémája
A biztosított betétek könnyen felismerhetők az OBA emblémája alapján. A bankok számára kötelező az embléma feltüntetése az ügyféltájékoztató anyagokon. Ha egy banki termék hirdetésén ezt az emblémát látja, biztos lehet afelől, hogy az a betéti termék OBA által biztosított, így vonatkozik rá a 100 000 eurós (vagy bizonyos esetekben további legfeljebb 50 000 eurós) védettség.

## A kártalanítás határideje
Az OBA a Felügyeletnek a bank tevékenységi engedélyét visszavonó határozatának közlését, vagy a bank felszámolásának közzétételét követően azonnal megkezdi és 7 munkanapon belül (2018-ban 20, 2019-ben 15, 2024-ről pedig 7 nap) a betétesek rendelkezésére bocsátja a  kártalanítási összegeket. A kifizetési határidő hosszabb lehet, ha pl. a betétes jogosultsága bizonytalan vagy a betét jogvita része, vagy ha a betétre az általánosnál magasabb kártalanítási összeghatár vonatkozik.

## A kártalanítási eljárás kezdetei
Ha egy hitelintézet tevékenységi engedélyét a Felügyelet visszavonta, vagy a bíróság elrendelte a hitelintézet felszámolását, a névre szóló betétek kártalanítása automatikusan megkezdődik.  A bezárt hitelintézet és az OBA honlapján megjelentetett hirdetmények tájékoztatnak arról, mikor és milyen szabályok szerint kezdődnek a kifizetések.

## Az OBA vagyona
Az OBA működését és a kártalanításra szolgáló vagyont a hitelintézetek rendszeres befizetései és az annak befektetéséből származó hozam fedezi. Emellett az OBA feladatai teljesítéséhez hitelt is felvehet, és kötvényt is kibocsáthat, amelyek visszafizetésére rendkívüli díjfizetést rendelhet el a hitelintézetek számára. A betéteseknek törvény szerint járó pénz kifizetésének nem lehet pénzügyi akadálya: az OBA hitelfelvétele, kötvénykibocsátása mögött szükség esetén ott áll a magyar állam garanciája.
A vagyon mértékét az EU és a magyar hitelintézeti törvény írja elő, a minimuma pedig a potenciális kártalanítási kötelezettség alá tartozó teljes banki betétállomány 0,8%-a. Az OBA vagyona  2024 februárjában 167 milliárd forint körül volt, ami a hazai védett állomány 1,15%-a volt.

## Nemzetközi szabályozás
Magyarország implementálta az Európai Unió betétbiztosításról szóló irányelvét.

## Vonatkozó jogszabályok
- A hitelintézetekről és a pénzügyi vállalkozásokról szóló 2013. évi CCXXXVII. törvény
- Az Európai Unió betétbiztosítási irányelve (2014/49/EU) (Hatályos: 2014.07.03-tól)
- 214/2000. (XII. 11.) Korm. rendelet a betétbiztosítási alapok és intézményvédelmi alapok, valamint a befektető-védelmi alap éves beszámoló készítési és könyvvezetési kötelezettségének sajátosságairól
- oba.hu jogszabályok